# Wagaicis wagae
Wagaicis wagae – gatunek chrząszcza z rodziny czerwikowatych, jedyny z monotypowego rodzaju Wagaicis. Zamieszkuje Europę.

## Taksonomia
Gatunek ten opisany został po raz pierwszy w 1869 roku przez Jana Wańkowicza pod nazwą Ennearthron wagae. Epitet gatunkowy nadano na cześć Antoniego Wagi. W 1964 roku Gustav Adolf Lohse umieścił go w monotypowym rodzaju Wagaicis.

## Morfologia
Chrząszcz o zwartej budowy ciele długości od 1,6 do 1,9 mm, lśniącym, ubarwionym brązowo lub czarnobrązowo, z wierzchu nagim, umiarkowanie drobno i niezbyt gęsto punktowanym. Czułki są zbudowane z dziewięciu członów, z których trzy ostatnie formują buławkę. Przedplecze u samca jest prawie tak szerokie jak pokrywy i ma silnie zaokrąglone boczne brzegi, natomiast u samicy jest węższe od pokryw i słabiej po bokach zaokrąglone. Przedpiersie jest szersze niż u Ropalodontus i ma bardzo wąski, ostro-blaszkowaty, w widoku bocznym niemal półkolisty wyrostek międzybiodrowy, całkowicie rozdzielający biodra przedniej pary. Odnóża przedniej pary mają golenie z gęsto upakowanymi na krawędzi zewnętrznej kolcowatymi szczecinkami oraz z zaokrąglonym szczytem.

## Ekologia i występowanie
Owad saproksyliczny. Należy do reliktów lasów pierwotnych. Zamieszkuje lasy liściaste o naturalnym lub półnaturalnym charakterze z zachowanym ponadstuletnim drzewostanem, preferując stanowiska o cechach klimatu kontynentalnego. Prowadzi skryty tryb życia, bytując w hubach o miękkich owocnikach, np. w owocnikach wrośniaka różnobarwnego. Często współwystępuje tam z należącymi do tej samej rodziny czerwikiem żagwiowym, Octotemnus glabriculus czy Sulcacis affinis.
Gatunek palearktyczny, europejski, znany z Francji, Niemiec, Austrii, Finlandii, Litwy, Polski, Czech, Węgier, Rumunii, Chorwacji, Białorusi, Ukrainy oraz europejskiej części Rosji, gdzie na północ dociera do Karelii, a na południe do Kaukazu. Wszędzie obserwowany jest bardzo rzadko i sporadycznie. W Polsce jego rekordy pochodzą z Niziny Mazowieckiej, Puszczy Białowieskiej, Roztocza i Pogórza Przemyskiego. Na „Czerwonej liście zwierząt ginących i zagrożonych w Polsce” umieszczony został jako gatunek zagrożony wymarciem (EN).